# On l'appelle sœur Désir
Pour plus de détails, voir Fiche technique et Distribution.
On l'appelle sœur Désir (La monaca del peccato) est un film italien réalisé par Joe D'Amato et sorti en 1986.
Le scénario du film s'inspire du roman de Diderot La Religieuse, œuvre datant du XVIIIe siècle.

## Synopsis
Suzanne (Eva Grimaldi), une jeune fille violée par son propre père, est envoyée au couvent pour ses péchés. Là, elle tombe amoureuse d'un prêtre, malheureusement, les religieuses qui la désirent également, sont jalouses et en colère. Alors, elles l'accusent d'être possédée par le diable.

## Fiche technique
- Titre original : La monaca del peccato
- Titre français : On l'appelle sœur Désir[1]
- Réalisation : Joe D'Amato
- Scénario : Antonio Bonifacio et Daniele Stroppa d'après le roman de Diderot La Religieuse
- Producteur :
- Société de production : DMV Distribuzione, Filmirage
- Sociétés de distribution :
- Musique :
- Lieu de tournage :
- Pays de production :  Italie
- Langue : Italien
- Genre : Drame, horreur
- Durée : 88 minutes
- Date de sortie :
  - Italie : 9 août 1986
  - France : 4 février 1987

## Distribution
- Eva Grimaldi : Maria Susanna Simonin
- Gabriele Gori : Handyman
- Karin Well : sœur Teresa
- Jessica Moore : sœur Ursula
- Maria Pia Parisi
- Martin Philips : Don Morel
- Gabriele Tinti : Monseigneur
- Katalin Murany
- Beba Balteano
- Aldina Martano : la Mère supérieure